# Трёхпрудный переулок
Трёхпру́дный переу́лок — улица в центре Москвы в Пресненском и Тверском районах между Большим Палашевским и Благовещенским переулками.

## Происхождение названия

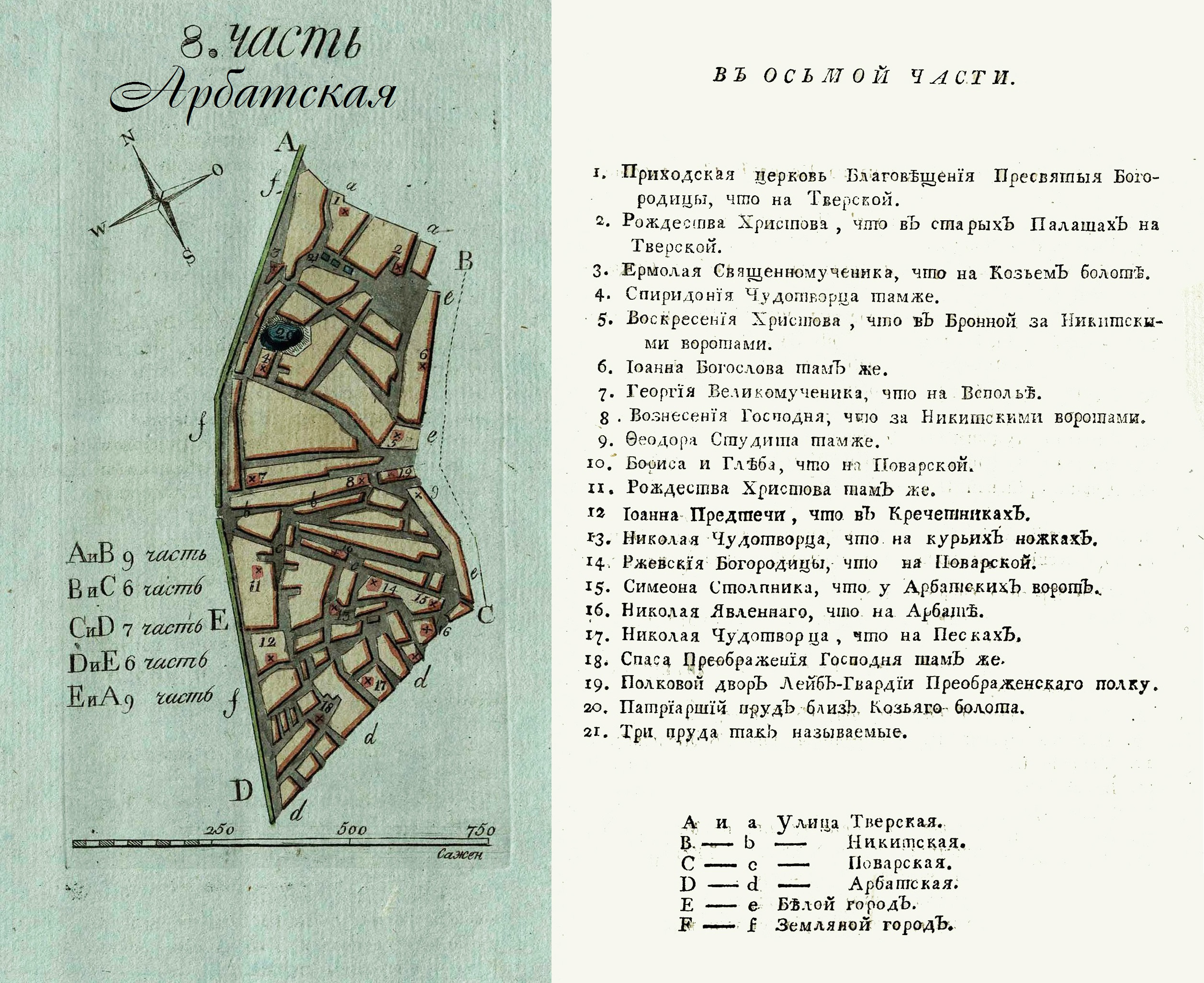
«Три прудка» (№ 21) на карте Арбатской части 1796 года

Переулок назван по находившимся на его месте трём прудам. Патриарший пруд к этим трём прудам не относился (см. расположение прудов на карте Арбатской части 1796 года). В начале XIX века пруды были засыпаны.

## Описание
Трёхпрудный переулок начинается от Большого Палашевского, проходит на северо-запад, слева к нему примыкает Малый Козихинский, справа — Мамоновский и Благовещенский, за которым он переходит в Ермолаевский.

## Здания и сооружения
По нечётной стороне:

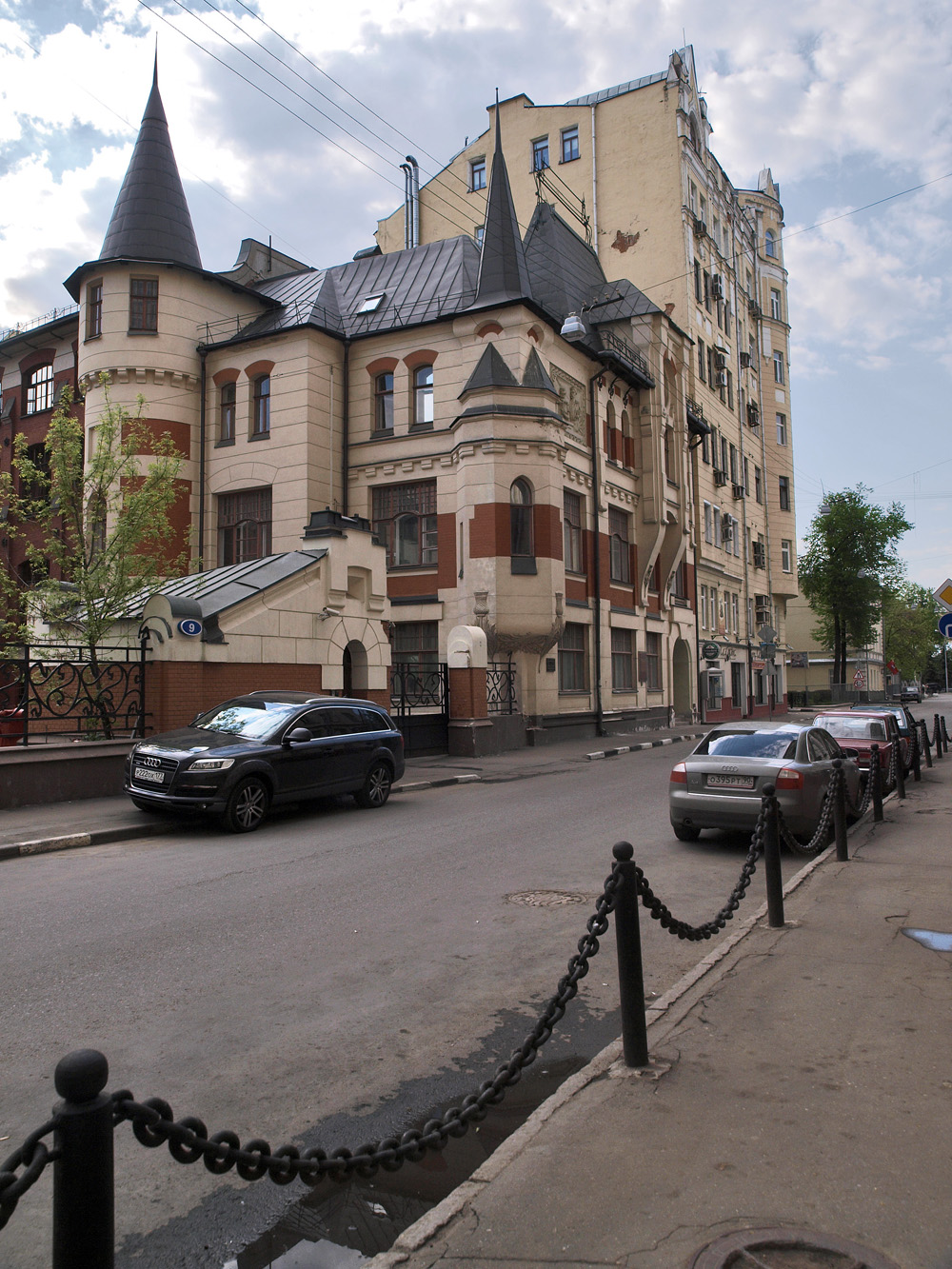
№ 9. Товарищество скоропечатня А. А. Левенсон.

- № 3/16 — Доходный дом (конец XIX — начало XX вв). В доме жили архитектор С. С. Шуцман, писатель Ю. Л. Слёзкин[1]. В 1991—1993 годах в доме размещалась Галерея в Трёхпрудном переулке.
- № 5/15 — Доходный дом Э.-Р. К. Нирнзее («Дом со скворечником») (1911, архитектор Э.-Р. К. Нирнзее). В квартире № 26 жил архитектор Л. М. Поляков; в доме также жил актёр С. В. Айдаров[2]
- № 9, стр. 1 — Здание «Товарищества Скоропечатни А. А. Левенсона», (1900, архитектор Ф. О. Шехтель[3]). Объект культурного наследия Федерального значения[4].
- № 11/13 — Доходные дома А. А. Волоцкой (1913, архитектор Э.-Р. К. Нирнзее). Здесь жил театральный деятель Б. М. Филиппов[5].
  - № 11/13, стр. 1 — Жилой дом. Здесь жила актриса Людмила Гурченко[6]. До 2014 года в здании работал Театр.doc.
  - № 11/13, стр. 2В — Имперский русский балет;

По чётной стороне:
- № 2А — собственный особняк архитектора С. М. Гончарова. В этом доме жила его дочь, русская художница-авангардистка Наталья Гончарова[7].
- № 6 (в глубине квартала) — жилой дом. Здесь в 1963—1988 годах жил разведчик Ким Филби[8]; в 1960-х—1996 годах — актриса Евдокия Урусова[9].
- № 8 — Жилой дом кооператива «Творчество» (1928—1948, архитектор Д. Д. Булгаков). Здесь жили флейтист Юлий Ягудин[10], певица Изабелла Юрьева[11].
- № 10/2 — Доходный дом. Здесь жил архитектор Н. А. Эйхенвальд[12].
- № 26 — Жилой дом (1926, архитектор М. Е. Приёмышев);
- № 18 — доходный дом барона фон Дельвига (1911, архитектор А. В. Иванов).

В декабре 1999 года в одной из квартир на первом этаже дома в Трёхпрудном переулке был открыт клуб «Проект ОГИ», который ровно через год был перенесён в Потаповский переулок.

## В литературе
- В детской сказке Л. Лагина «Старик Хоттабыч» главный герой Волька Костыльков сначала жил в Трёхпрудном переулке, а потом со всей семьёй переехал в новый дом, где и познакомился со старым джинном.
- Марина Цветаева родилась и жила почти 20 лет (с перерывами) в деревянном особняке, принадлежавшем её отцу, И. В. Цветаеву (Трёхпрудный пер., д. 8). В годы Первой мировой войны в здании размещался военный лазарет, в первые пореволюционные годы оно было снесено. В стихотворении Цветаевой «Ты, чьи сны ещё непробудны…» есть описание Трёхпрудного переулка:

Ты, чьи сны ещё непробудны,

Чьи движенья ещё тихи,

В переулок сходи Трёхпрудный,

Если любишь мои стихи…
- В произведении В. Гиляровского «Москва и москвичи»
- В рассказе Виктора Драгунского «На Садовой большое движение» указывается, что Денис Кораблев проживал в Трёхпрудном переулке

— Вы откуда, ребята?
Мы ответили:
— С Трехпрудного.